# Let’s Ride Away
"Let’s Ride Away" é uma canção póstuma do DJ e produtor musical sueco Avicii, com vocais da cantora norte-americana Elle King. A faixa foi lançada como single em 16 de maio de 2025, como parte da coletânea musical Avicii Forever.

## Histórico e composição
Let's Ride Away remonta a uma sessão de composição em Nashville em 2017, que reuniu Avicii, a cantora norte-americana Kacey Musgraves e o produtor musical Luke Laird. O processo começou com elementos de guitarra, característicos das sessões realizadas por Avicii nos estúdios da cidade.
Em seguida, Avicii incorporou sua assinatura eletrônica à música, adicionando um kick drum e um gancho melódico de piano, como era comum em seu trabalho, especialmente no álbum True. Luke Laird descreveu a colaboração como uma combinação harmoniosa entre os três compositores presentes: Kacey contribuiu com a letra, ele próprio ajudou na composição musical e na escrita, e Tim finalizou a parte instrumental.
Embora a música já estivesse praticamente concluída por Avicii antes de seu falecimento, em 2018, ela foi lançada apenas postumamente. A versão final traz os vocais de Elle King, após Kacey Musgraves optar por não participar do lançamento. Carl Falk amigo e colaborador de longa data de Avicii, teve papel essencial na finalização da faixa.